# Peregrín Laziosi
Peregrín (též Peregrinus, italsky Pellegrino) Laziosi (1265 ve Forli – 1. května 1345 tamtéž) byl servitský mnich a kněz. Katolickou církví je uctíván jako světec. Byl kanonizován 27. prosince 1726. Připomíná se 1. května, je uctíván jako patron rodiček, při bolestech nohou a rakovině.

## Životopis
Narodil se ve městě Forlì (na jihovýchodě dnešního regionu Emilia-Romagna) v aristokratické rodině. V mládí vyrůstal jako mladý šlechtic a nic nenasvědčovalo jeho pozdější zasvěcený život. Město bylo v době Peregrínova narození součástí Papežského státu o jeho příbuzných bylo známo, že se politicky angažovali v protipapežské straně ghibelinů. Obyvatelé města byli názorově rozděleni na dva tábory (občanský a šlechtický) a často zde propukaly vášně a konflikty mezi oběma stranami. Jako zprostředkovatel míru zde byl vyslán generální představitel servitů, pozdější světec Filip Benicius, jehož v návalu emocí Peregrin napadl. Tento incident se stal zlomovým momentem v dalším Peregrínově životě.
Plný pokání a pokory požádal v roce 1292 přijetí do noviciátu v Sieně. Z celého srdce se pustil do služby Bohu a nejpotřebnějším lidem. Kolem roku 1295 se vrátil do rodného města, kde se stal duchovním správcem. Jeho přání, aby tam, kde je to možné rozdávat se druhým, prováděl s neúnavnou láskou k trpícími. Stal se velmi populárním a jeho kázání získávali mnoho stoupenců.
Ve věku šedesát let se mu na noze objevil rychle postupující rakovinný nádor, který zanedlouho napadl i kosti. Lékaři viděli jediné řešení v amputaci postižené končetiny. V noci před zákrokem se v nemocnici před obrazem s ukřižovaným Ježíšem modlil až vyčerpáním usnul. Na druhý den měl nohu úplně zdravou. Zpráva o zázračném vyléčení se rychle rozšířila po městě a ještě znásobila důvěru lidí k Peregrinovi. Mnozí ho začali uctívat, ale on zůstal věrný svému jednoduchému životu.
Po dvaceti letech zemřel. U jeho hrobu, navštěvovaném četnými zástupy lidí, docházelo k vícero zázrakům. Dnes se místo uložení ostatků tohoto světce nachází v jemu zasvěcené bazilice v Peregrínově rodném městě.
Už ze 14. století pochází jeho životopis (psaný latinsky), který vypracoval jeho řeholní spolubratr. Text životopisu, doplněný několika legendami z Peregrínova života, v roce 1483 zpopularizoval italský humanista Nicolò Borghese (1432–1500), učenec a politik ze Sieny.

## Kaple na jižní Moravě

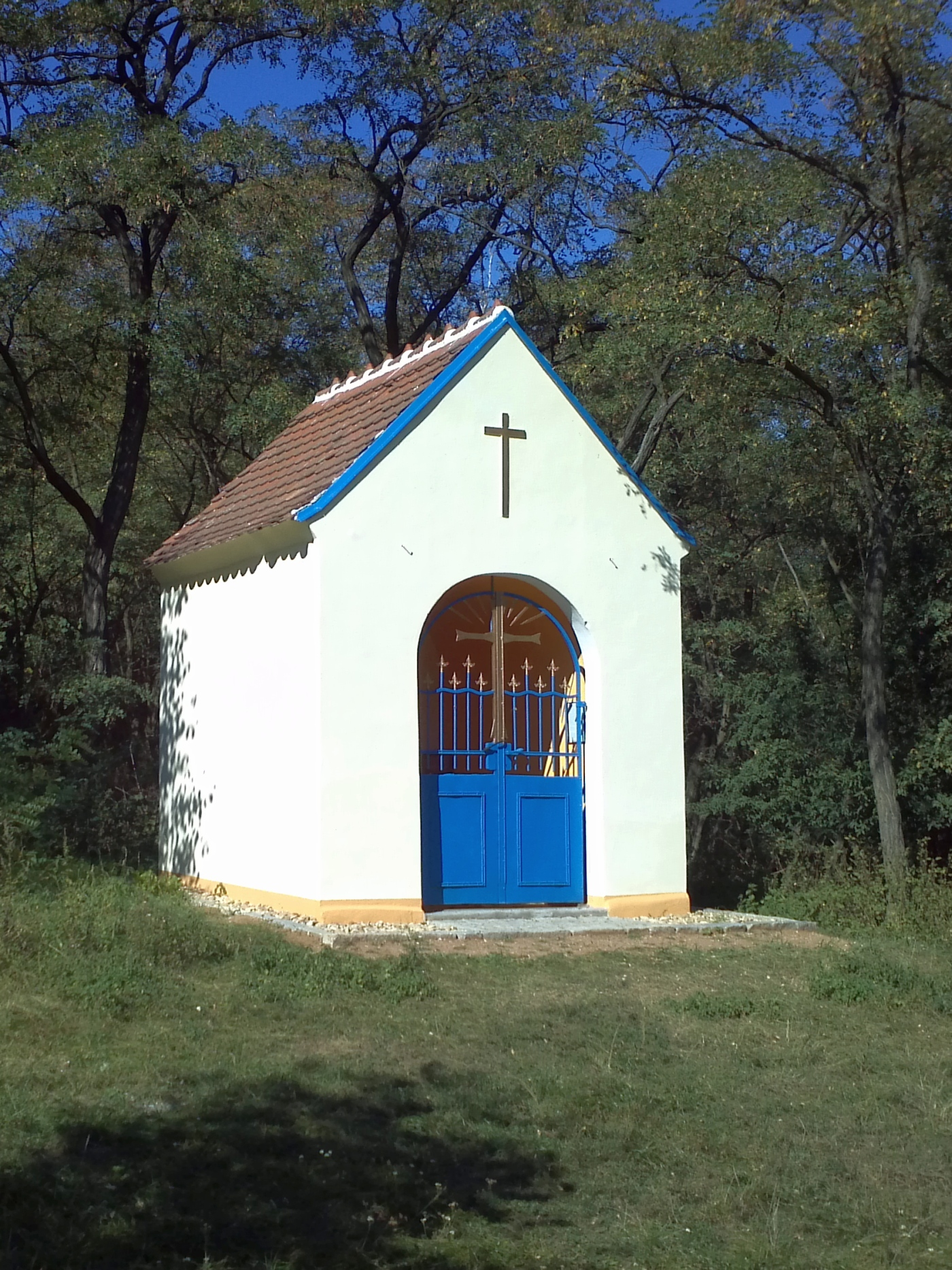
Kaple svatého Peregrina mezi Nebovidy a Hajany

V České republice je mu zasvěcena kaple nad údolím Bobravy mezi obcemi Hajany a Nebovidy, která bývala prvním zastavením na pouti z Brna do Mariazell. Každý rok v květnu sem bývá pořádána pěší pouť z Ořechova. Další kaple (1776) se nachází v Teplicích nad Bečvou na kolonádě Teplických lázní na levém břehu řeky Bečvy. V letech 1997 a 2010 poškozená povodněmi. Nyní je po rekonstrukci. Slouží se zde několik mší svatých za týden pro lázeňské hosty i místní občany Teplic (Zbrašova).